# Erling Nilsen
Erling Nilsen (n. 30 decembrie 1910, Comuna Moss, Østfold, Norvegia – d. 23 aprilie 1984, Comuna Moss, Østfold, Norvegia) a fost un boxer ce a reprezentat Norvegia, medaliat olimpic. A participat la o ediție a Jocurilor Olimpice (1936) în care a câștigat o medalie de bronz.

## Participări
Lista de mai jos prezintă principalele competiții la care a participat Erling Nilsen de-a lungul carierei.
- boxing at the 1936 Summer Olympics – heavyweight[*]